# Taizé (Saône-et-Loire)
Taizé ist eine französische Gemeinde mit 196 Einwohnern (Stand 1. Januar 2022) im Département Saône-et-Loire in der Region Bourgogne-Franche-Comté.

## Geografie
Die kleine Gemeinde Taizé liegt an der Grosne, etwa 35 Kilometer nordwestlich von Mâcon und zehn Kilometer nördlich von Cluny.
Nachbargemeinden von Taizé sind Ameugny im Nordwesten und Norden, Bray im Osten, Massilly im Süden sowie Flagy im Südwesten.

## Geschichte
Bekannt ist die kleine Gemeinde durch die Gemeinschaft von Taizé geworden, die sich 1949 in dem Ort ansiedelte. Sie zieht jedes Jahr zehntausende von überwiegend jungen Menschen aus aller Welt an.

### Bevölkerungsentwicklung
| Jahr      | 1962 | 1968 | 1975 | 1982 | 1990 | 1999 | 2007 |
| Einwohner | 127  | 128  | 144  | 140  | 118  | 161  | 179  |

### Religion

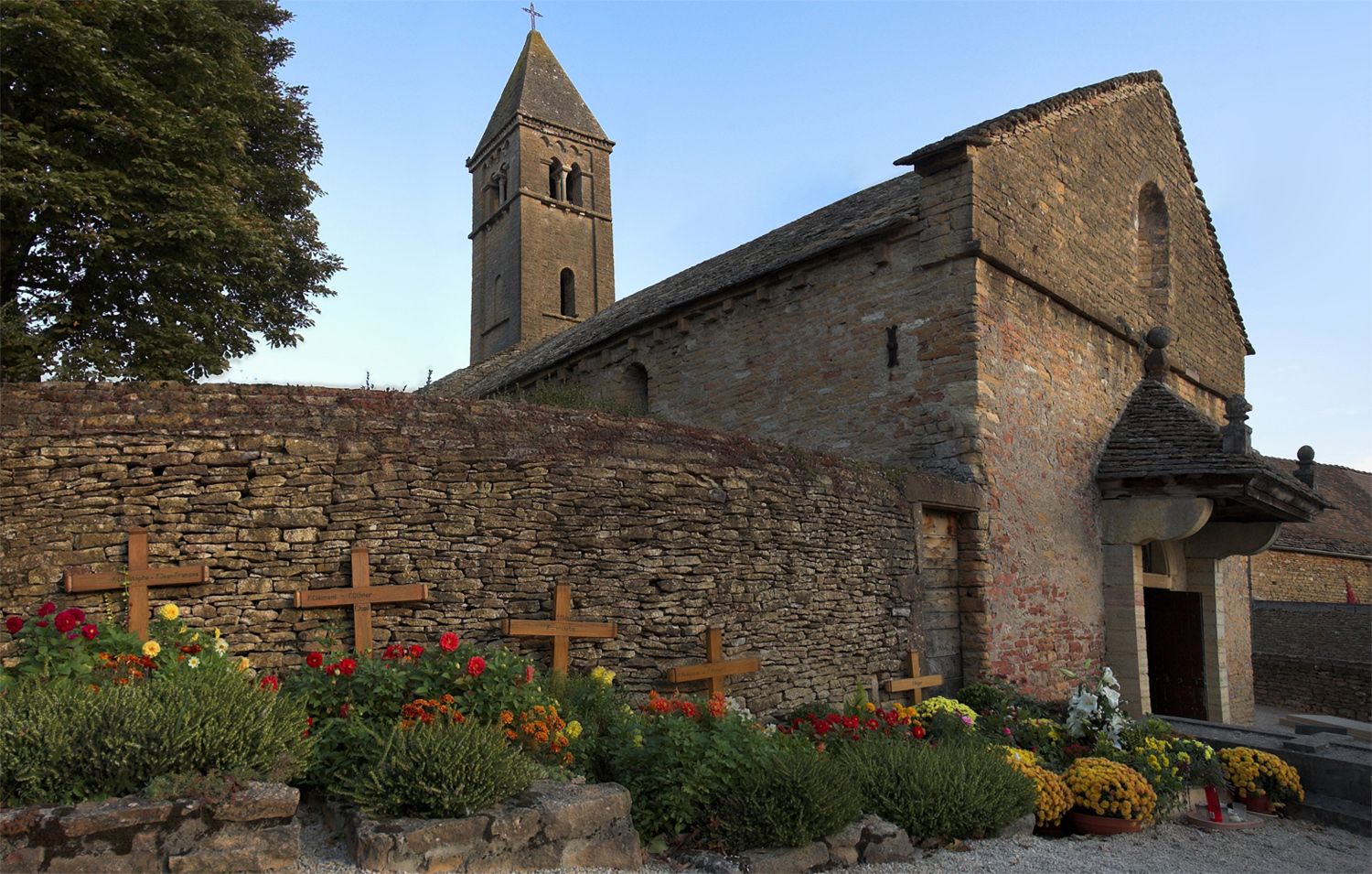
Die Maria-Magdalenenkirche im Dorf

Neben den unregelmäßigen römisch-katholischen Messen der Pfarrei in der Dorfkirche Ste-Marie-Madeleine wird täglich in der Versöhnungskirche eine römisch-katholische Messe gefeiert. Diese findet werktags in der Regel in der Krypta unterhalb der Kirche statt, sonntags gibt es in der Kirche eine römisch-katholische Eucharistiefeier. In der Versöhnungskirche hält die ökumenische Communauté dreimal täglich ihre Gebetszeiten ab. In unregelmäßigen Abständen finden in der Versöhnungs- oder der Dorfkirche außerdem evangelische und orthodoxe Gottesdienste statt, die von Gästen der Communauté gehalten werden.

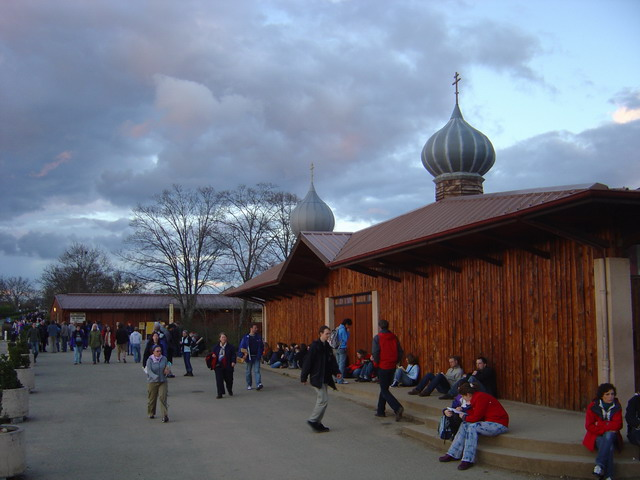
Die Versöhnungskirche der Communauté

## Persönlichkeiten
- Frère Roger Schutz (* 12. Mai 1915 in Provence, Schweiz; † 16. August 2005 in Taizé, Frankreich) war Gründer und die längste Zeit seines Lebens Prior der ökumenischen Brüderschaft von Taizé.
- Frère Daniel de Montmollin (* 1921 in Saint-Aubin, Kanton Neuenburg, Schweiz) ist Gründungsmitglied der ökumenischen Communauté de Taizé.
- Frère Max Thurian (* 16. August 1921 in Genf; † 15. August 1996 in Genf) war einer der ersten sieben Brüder der Communauté de Taizé und galt als der bedeutendste Theologe der ökumenischen Gemeinschaft. Gemeinsam mit Frère Roger war er Konzilsbeobachter beim Zweiten Vatikanischen Konzil.
- Frère Robert Giscard (* 1923 in Lyon, Frankreich; † 12. März 1993) war Arzt und einer der ersten sieben Brüder der Communauté de Taizé.
- Frère Eric de Saussure (* 23. Dezember 1925 in Genf; † 17. Oktober 2007 in Taizé) war ein französischer Künstler und Mitglied der Communauté de Taizé.
- Frère Alois Löser (* 11. Juni 1954 in Nördlingen) war von August 2005 bis Dezember 2023 Prior der ökumenischen Bruderschaft von Taizé und Nachfolger des Gründers Roger Schutz.
- Frère Matthew (* 10. Mai 1965) ist seit Dezember 2023 der aktuelle Prior der Gemeinschaft von Taizé

## Sonstiges
Der Asteroid (100033) Taizé wurde 1990 nach dem Ort benannt.